# Сушка рыбы

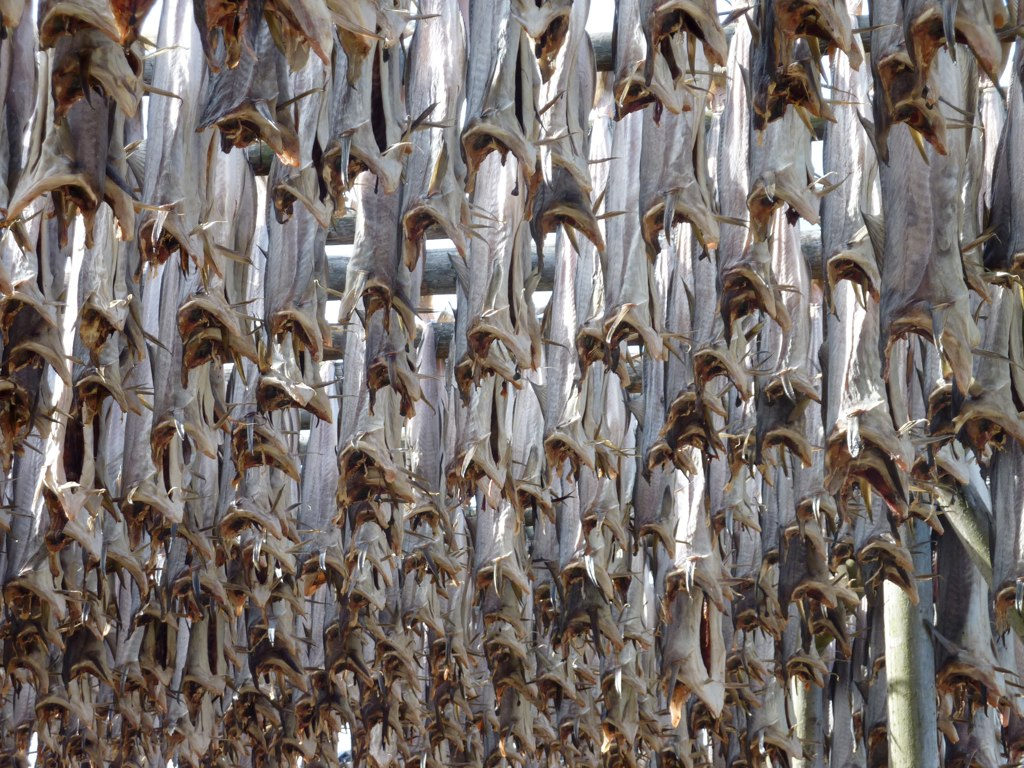
Стокфиск на вешалах

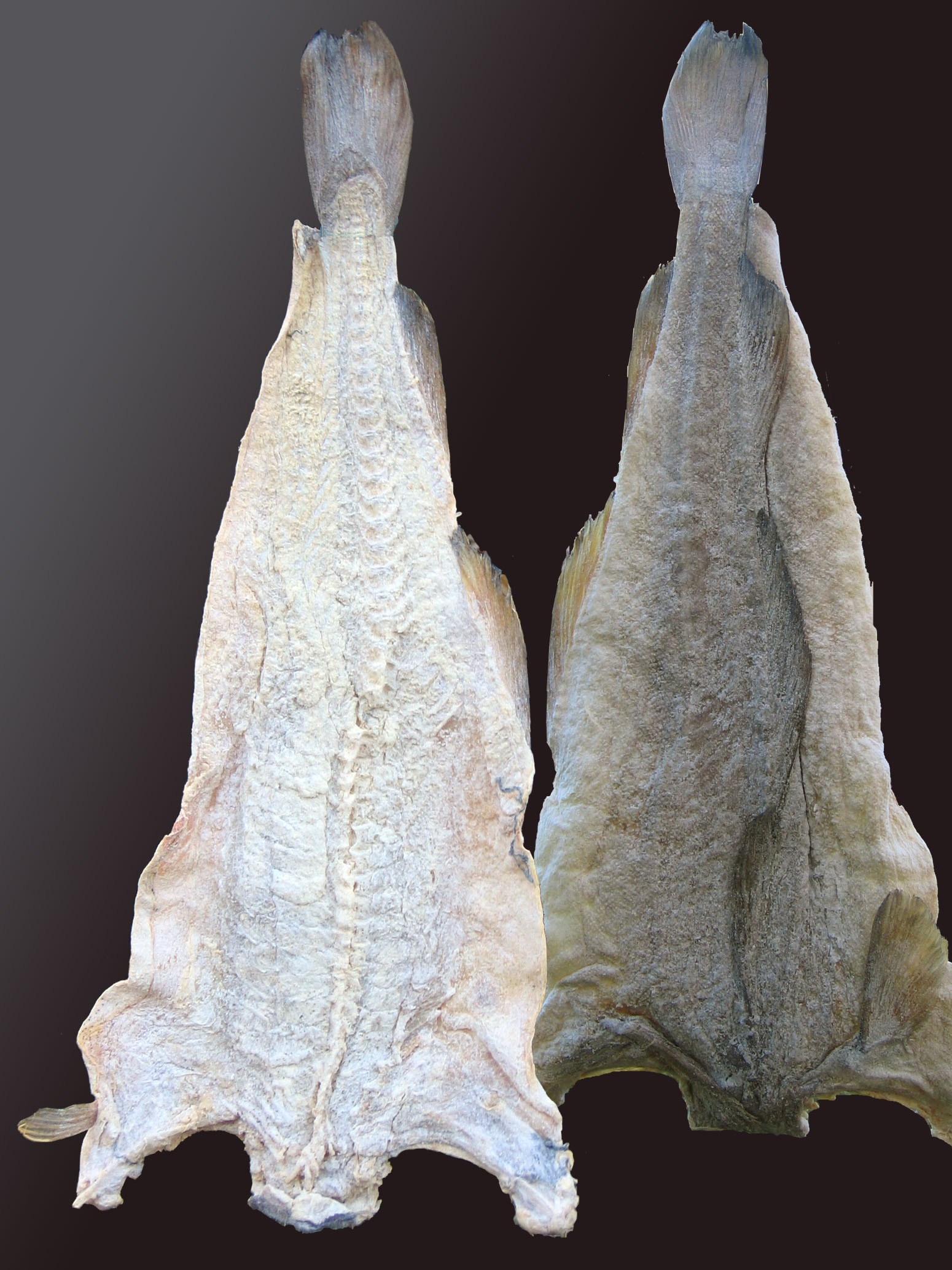
Солёно-сушёный клипфиск

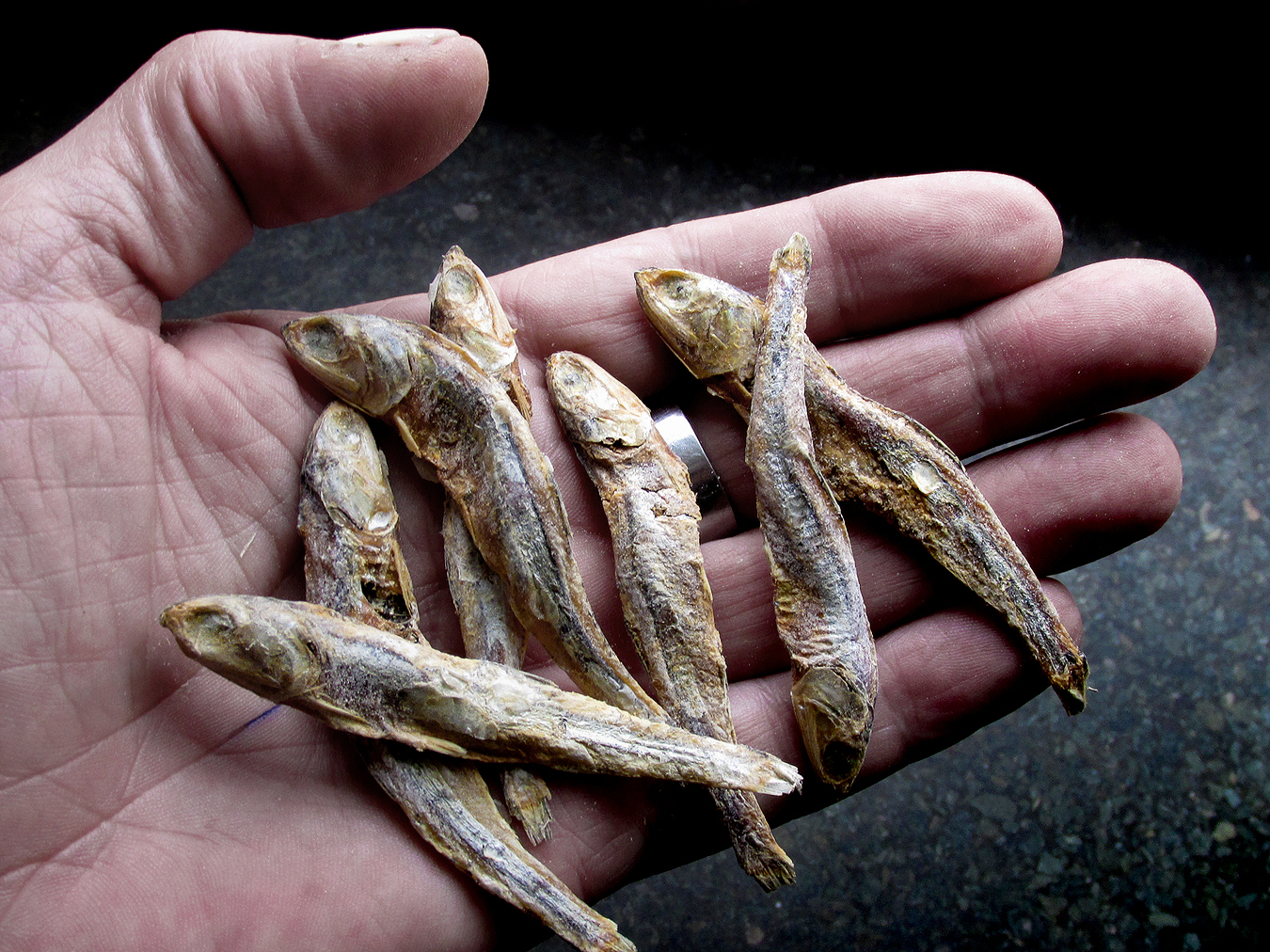
Сушёный снеток

Сушка рыбы — способ консервирования рыбы, позволяющий сохранять её продолжительное время. Вместе с вялением является одним из древнейших способов переработки рыбы путём её обезвоживания, что препятствует развитию микроорганизмов. Сушёная и вяленая рыба содержат небольшое количество воды и обладают специфическими пищевыми особенностями и вкусом в зависимости от предварительного способа обработки (подсаливания, проваривания, пропекания). Сушёная рыба производится из охлаждённой, мороженой или солёной тощей рыбы жирностью не более 2 %, так как жир при сушке и хранении окисляется и прогоркает. В отличие от вяления при сушке в процессе обезвоживания сырья не происходит созревания рыбы. Сушёная рыба, полученная методом холодной сушки, представляет собой полуфабрикат, требующий дополнительной кулинарной обработки перед употреблением в пищу. Горячая сушка даёт готовый в пищевом отношении продукт.
Скорость процесса сушки рыбы определяется движением влаги внутри продукта. Сам процесс сушки состоит из трёх фаз: парообразование на поверхности материала или в глубине его, перенос образовавшихся паров во внешнюю среду через пограничный слой и перенос влаги внутри материала к его поверхности. Скорость сушки зависит от скорости фазового движения воды в рыбе, основанного на явлении диффузии. Внешняя диффузия обеспечивает движение пара с поверхности рыбы в окружающую атмосферу, а внутренняя — движение воды в парообразном или жидком состоянии внутри рыбы из внутренних слоёв к поверхности. Оба вида диффузии должны происходить одновременно. Если внутренняя диффузия отстаёт от внешней, то рыба подсыхает с поверхности, образующаяся корочка препятствует поступлению воды из глубины к поверхности и процесс сушки замедляется.
На продолжительность сушки влияют температура, влагосодержание и скорость движения воздуха, а также химический состав рыбы и способ её разделки. Несоблюдение температурного режима вызывает подварку рыбы или замедляет сушку, что ведёт к порче рыбы. Слишком большая скорость движения воздуха препятствует поддержанию равномерного температурного режима, слишком малая замедляет сушку и портит рыбу. Оптимальная для сушки рыбы относительная влажность воздуха составляет 50—70 %. При сушке крупная рыба теряет влаги меньше, чем мелкая, поэтому продолжительность обезвоживания крупной рыбы больше.

## Способы сушки
Основными способами сушки рыбы являются горячий и холодный, применяющие разные температурные условия. Кроме того для сушки рыбы применяется лиофилизация, сублимация под вакуумом. Холодная сушка рыбы производится с помощью воздуха, нагретого до температуры не выше 40 °C. Методом холодной сушки получают пресно-сушёную рыбу стокфиск и солёно-сушёную клипфиск, а также заготавливают солёно-сушёную частиковую рыбу. Пресно-сушёную рыбу на сорта не делят, солёно-сушёная рыба по качеству классифицируется на 1-й и 2-й сорта. На юге России любую сушёную рыбу называют таранкой. В северных регионах России, где длительный период в году держится низкая температура, пресно-сушёный продукт из тресковых и частиковых рыб заготавливаются методом вымораживания под крытыми вешалами. На последних в году сроках вылова местное население Курильских островов и побережья Берингова моря производит для собственных нужд из лососевых юколу.
Горячей сушке при температуре воздуха выше 100 °C подвергают мелкую рыбу: уклейку, ерша, пескаря, вьюна, окуня, корюшку, снетка, а также нежирную мойву. Мелкую рыбу, высушенную в русской печи, называют сущиком. При горячей сушке рыбы белки денатурируют, часть жира и влага отделяются в виде бульона, происходит разрушение витаминов и инактивация ферментов. Рыбу холодной и горячей сушки упаковывают в деревянные или картонные ящики, при температуре 8—10 °C она может храниться 8—10 месяцев.
Обезвоживание рыбы методом лиофилизации производится в замороженном состоянии. Лёд в тканях рыбы в результате подводимого извне тепла переходит в парообразное состояние, минуя жидкое. Чтобы избежать оттаивания рыбы при нагревании, сушка проводится в глубоком вакууме в специальных вакуум-сублимационных установках. Процесс сублимационной сушки продолжается 10—20 часов. Готовая продукция упаковывается под вакуумом в герметичную тару, срок хранения составляет до 2 лет. Получаемый рыбный продукт обладает высоким качеством: он сохраняет цвет, вкус, запах и первоначальные питательные свойства, витамины и экстрактивные вещества, хорошо впитывает воду — до 95 % влаги, содержавшейся в рыбе до сушки.
К дефектам сушёной рыбы относятся рапа — налёт соли на поверхности, сырость, повышение влажности. Вредителем рыбы является шашел — личинка жука-кожееда.